# Примож Козмус
Примож Козмус (словен. Primož Kozmus, []; Ново Место, 30. септембар 1979) је словеначки атлетичар у дисциплини бацање кладива и професионални војник — припадник Оружаних снага Словеније.
Козмус живи у Брежицама, где је члан АК Брежице. Висок је 1,88 м, а тежак 113 kg.
Тренери су му били Владимир Кево (до 2009) и Марјан Огоревц (2010—2012), а од 2012. нема тренера.
Његов лични рекорд у бацању кладива износио је 82,02 м; постигао га је 17. августа 2008. године на Олимпијским играма у Пекингу (Кина). На међународном митингу у Цељу, 2. септембра 2009. године, бацио је кладиво 82,58 м и тако оборио лични и национални рекорд.
Проглашен је за најбољег атлетичара Словеније 2003. и 2004. године.
На светском првенству у Осаки (Јапан), 27. септембра 2007. године освојио је друго место резултатом 82,29 м. На светском првенству у Берлину (Немачка), 17. августа 2009. године резултатом 80,84 м постао је светски првак и тиме ушао у историју словеначке атлетике као први атлетичар који је постао светски првак. Две године касније је бранио освојену титулу на првенству света у Тегуу, где је завршио на трећем месту бацивши кладиво 79,39 м.
Козмусова сестра Симона је словеначка рекордерка у бацању кладива из 2001. са резултатом 58,60 м.

## Резултати
| Год.  | Такмичење                    | Место              | П | Р (м) |
| ----- | ---------------------------- | ------------------ | - | ----- |
| 2003. | Светско првенство 2003.      | Париз, Француска   | 5 | 79,68 |
| 2003. | 1. ИААФ Светско финале 2003. | Сомбатеј, Мађарска | 6 | 78,59 |
| 2004. | Олимпијске игре 2004.        | Атина, Грчка       | 6 | 78,56 |
| 2004. | 2. ИААФ Светско финале 2004. | Сомбатеј, Мађарска | 4 | 77,21 |
| 2006. | Еврропско првенство          | Гетеборг, Шведска  | 7 | 78,18 |
| 2006. | 4. ИААФ Светско финале 2006. | Штутгарт, Немачка  | 8 | 76,84 |
| 2007. | Светско првенство 2007.      | Осака, Јапан       | 2 | 82,29 |
| 2007. | 5. ИААФ Светско финале 2007. | Штутгарт, Немачка  | 7 | 76,84 |
| 2008. | Олимпијске игре 2008.        | Пекинг, Кина       | 1 | 82,02 |
| 2008. | 6. ИААФ Светско финале 2008. | Штутгарт, Немачка  | 1 | 79,99 |
| 2009. | Светско првенство 2009.      | Берлин, Немачка    | 1 | 80,84 |
| 2009. | 7. ИААФ Светско финале 2009. | Солун, Грчка       | 1 | 79,80 |
| 2011. | Светско првенство 2011.      | Тегу, Јужна Кореја | 3 | 79,39 |
| 2012. | Олимпијске игре 2012.        | Лондон, УК         | 2 | 79,36 |
| 2013. | Светско првенство            | Москва             | 4 | 79,22 |
| 2014. | Европско екипно првенство    | Талин              | 2 | 73,02 |
| 2014. | Европско првенство           | Цирих              | 6 | 77,46 |

## Признања
- најбољи атлетичар Словеније (2003,[3] 2004)[1]
- најбољи словеначки спортиста (2007,[4] 2008, 2009)[1][5]
- Блоудекова плакета (2007, 2008)[1][6]
- Ред за заслуге Републике Словеније за изузетно постигнуће у пољу спорта, у атлетици (2009)[1][7]
- атлетичар године АЗС (2007, 2008, 2009, 2011, 2012)[1]
- златна плакета АЗС (2011)[1]
- почасни члан АСЗ (2015)[1]